# Discografia di Jordin Sparks

## Album in studio
- Jordin Sparks
- Battlefield

## Colonna sonora
- Sparkle: Original Motion Picture Soundtrack

## Tributi
Nel febbraio 2012, Jordin Sparks canta I Will Always Love You,in memoria di Whitney Houston

## Singoli
| Anno | Singolo                        | Posizione raggiunta | Posizione raggiunta | Posizione raggiunta | Posizione raggiunta | Posizione raggiunta | Posizione raggiunta | Posizione raggiunta | Posizione raggiunta | Posizione raggiunta | Posizione raggiunta | Posizione raggiunta | Posizione raggiunta | Posizione raggiunta | Posizione raggiunta | Posizione raggiunta | Posizione raggiunta | Posizione raggiunta | Posizione raggiunta | Posizione raggiunta | Album         |
| Anno | Singolo                        | US                  | U.S. Pop            | U.S. R&B            | CAN                 | NZ                  | AUS                 | UK                  | IRE                 | GER                 | AT                  | FIN                 | NL                  | DEN                 | NO                  | POR                 | BRA                 | SWE                 | SWI                 | UWC                 | Album         |
| ---- | ------------------------------ | ------------------- | ------------------- | ------------------- | ------------------- | ------------------- | ------------------- | ------------------- | ------------------- | ------------------- | ------------------- | ------------------- | ------------------- | ------------------- | ------------------- | ------------------- | ------------------- | ------------------- | ------------------- | ------------------- | ------------- |
| 2007 | This Is My Now                 | 15                  | 16                  | -                   | 25                  | -                   | -                   | -                   | -                   | -                   | -                   | -                   | -                   | -                   | -                   | -                   | -                   | -                   | -                   | -                   | Jordin Sparks |
| 2007 | Tattoo                         | 8                   | 6                   | -                   | 3                   | 12                  | 5                   | 24                  | -                   | -                   | -                   | -                   | -                   | -                   | -                   | 34                  | 26                  | -                   | -                   | 14                  | Jordin Sparks |
| 2008 | No Air (featuring Chris Brown) | 3                   | 2                   | 4                   | 3                   | 1                   | 1                   | 3                   | 2                   | 10                  | 8                   | 12                  | 10                  | 6                   | 7                   | 7                   | 19                  | 4                   | 8                   | 7                   | Jordin Sparks |
| 2008 | One Step at a Time             | 17                  | 5                   | -                   | 13                  | 2                   | 12                  | -                   | -                   | -                   | -                   | -                   | -                   | -                   | -                   | 41                  | -                   | -                   | -                   | 25                  | Jordin Sparks |
| 2009 | Battlefield1                   | 10                  | 6                   | -                   | 5                   | 3                   | 6                   | 11                  | 9                   | 40                  | 47                  | -                   | 15                  | -                   | -                   | -                   | -                   | -                   | -                   | -                   | Battlefield   |
| 2009 | S.O.S. (Let the Music Play)    | -                   | -                   | -                   | 54                  | -                   | 54                  | 39                  | 47                  | -                   | -                   | -                   | -                   | -                   | -                   | -                   | -                   | -                   | -                   | -                   | Battlefield   |